# クリフトン・レジナルド・ウォートン (ジュニア)

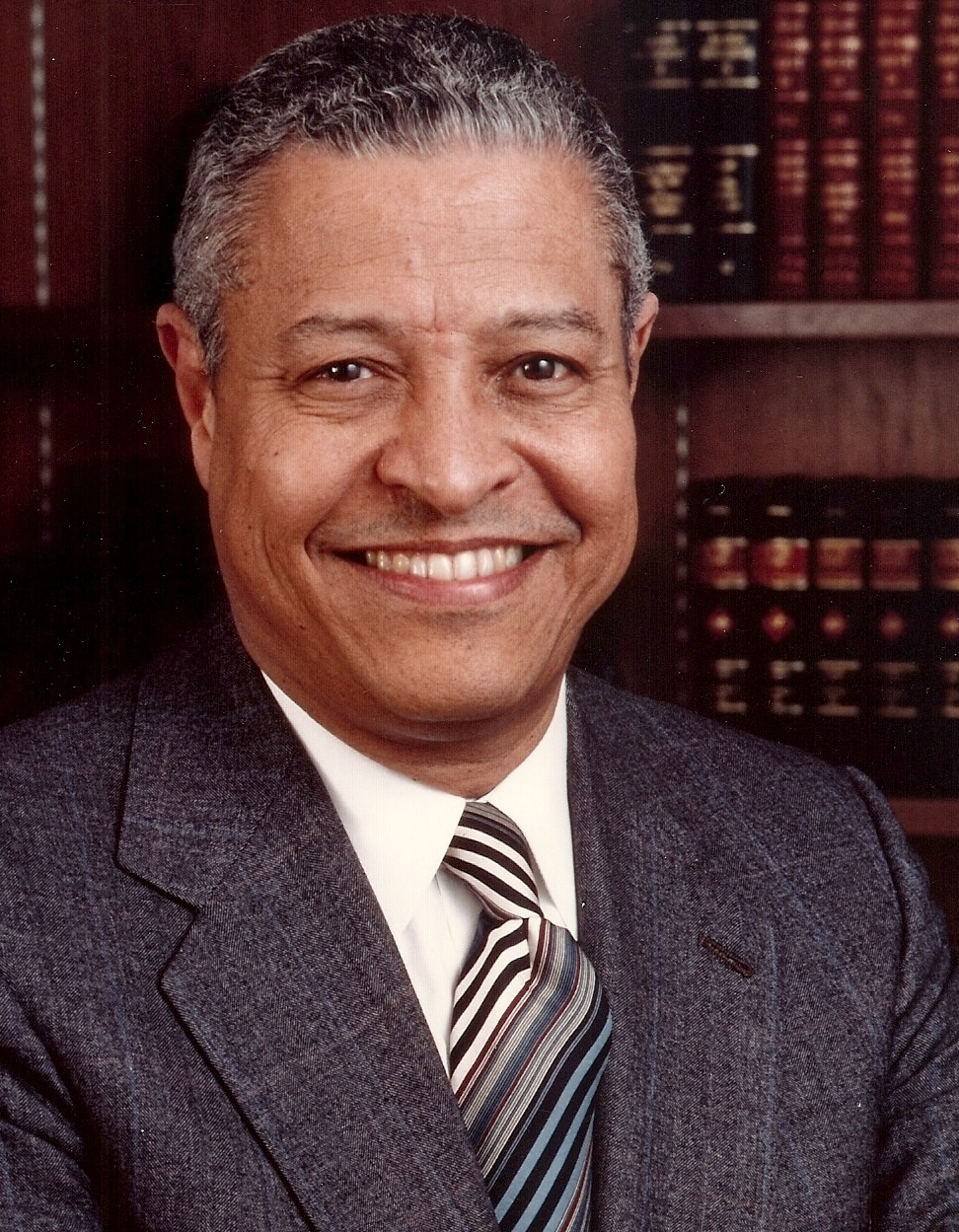
ウォートン

クリフトン・レジナルド・ウォートン（Clifton Reginald Wharton, Jr.、1926年9月13日 - 2024年11月16日）は、アメリカ合衆国の経済学者、実業家、政治家。
クリントン政権で国務副長官を務めた。

## 生い立ち
マサチューセッツ州ボストンにて誕生。父親は外交官のクリフトン・レジナルド・ウォートン。ボストン・ラテン・スクールを卒業し、16歳でハーバード大学に入学。ハーバード在学中は全米学生協会の設立に参加し、事務局長を務めた。続いてジョンズ・ホプキンス大学の高等国際問題研究大学院に進学し、黒人として初めて同大学で国際問題の修士号を取得。その後はシカゴ大学に進み、経済学の修士号および博士号を取得——同大学において黒人として初めて経済学博士号を取得。

## 慈善活動
ウォートンが慈善活動を始めたのは、22歳の時であった。彼はネルソン・ロックフェラーと提携し、ラテンアメリカにて慈善活動を開始した。間もなく彼は居住地を東南アジアに移し、ロックフェラー財団理事長ジョン・D・ロックフェラー3世の代理として1958年から1964まで活動を行った。
この間、タイ王国、ベトナム民主共和国、ラオス、カンボジア王国でロックフェラー財団のプログラムを指揮し、またマラヤ大学にて経済学の教員を務めた。彼の教育をうけた学生や奨学生の多くは、地域のリーダーとなった。彼は東南アジアにおいて多年生作物の供給反応や自給自足農業に対する国際取引の経済性、緑の革命の影響について研究を行った。
彼は1966年にも大統領特使としてベトナムで活動し、続いて1969年にロックフェラー財団会長の特使としてラテンアメリカで活動した。

## 大学教育
1970年、ウォートンはミシガン州立大学学長に選任され、アメリカの主要大学において最初の黒人学長となった。
ニューヨーク・タイムズ紙はトップ記事として掲載し、「黒ん坊の先導者——クリフトン・ウォートンが再度の栄達 / ミシガン州立大学で新学長選任、白人学生が多数を占める主要大学で初の黒人学長誕生」と報道した。デトロイト・ニュース紙もまた、主要記事として報道した。
ウォートンは1970年から1978年までミシガン州立大学で学長を務め、経済学の教授も兼任した。在任中はしばしば不穏な事態が発生し、1970年と1972年には学生による抗議運動が発生した。彼は学長として、教育水準を維持したままでの予算削減、経済的条件ないし教育的条件に不利な学生への教育融資、整骨医学大学院をはじめとする医学系大学院の統合、などの成果を挙げた。またウォートンは在任中、入学予定者に対して指針を提示することを目的とした「入試および学生に関する組織委員会」や、選抜された学生や若手教員に大学管理の経験を与える「学長フェロープログラム」を創設するなどの革新を行った。ウォートンが大学に対して行った長期的貢献としては、舞台芸術の新たな拠点を建設したことが挙げられる。この施設に対してウォートンは妻とともに最も献身的な支援を行った。1982年、大学はウォートンとその妻の貢献を称え、「ウォートン舞台芸術センター」と命名した。
1978年、ウォートンは64のキャンパスを構えるニューヨーク州立大学機構の総長に就任した。
彼は国内最大規模の大学機構において総長に就任した初の黒人として名が立てられた。彼は1987年まで9年間在任し、肥大化した大学管理体系の柔軟化、大学の研究能力の強化、そして大学の質的イメージの飛躍的な向上、といった成果を挙げた。
ニューヨーク州立大学理事長ドナルド・ブリンケンはウォートンの最大の恒久的業績として、独立委員会の創設と管理体系の柔軟化を挙げた。ブリンケン理事はまた、「彼のユニークな考え方がなければ、州立大学の将来を検討する独立委員会は創設されず、委員会によって『（この大学には）国内で最も過剰な規制がかけられている』との問題が発見されることもなく、明るみに出ることすらなかっただろう」とウォートンの仕事を賞賛した。

## 企業経営
1969年2月、ウォートンはエクイタブル生命理事に選任され、アメリカにおいて黒人として2人目の法人取締役となった。
その後、アメリカの他の複数の企業でも重役となった。
1982年、ウォートンはセオドア・ヘスバーグの後任としてロックフェラー財団理事長に就任した。彼はその後、17年にわたって理事会で活動した。1987年、彼はアメリカ最大の年金基金である米教職員保険年金連合会・大学退職株式基金の最高経営責任者に就任。アメリカの主要企業において最高経営責任者に就任した初の黒人となった。1988年3月27日のニューヨーク・タイムズ紙では、挿絵としてトップページに登場し、溢れるほどの通貨を金庫で運びながら、ウォール街の裂れ目を綱渡りで歩く様子が描かれた。この挿絵は、ウォートンがすべての年金資産を失うことなく、安全に目的地まで到達できるかどうかを喩えたものであった。
ウォートンは破綻しつつあった基金の再建を図り、結果的に成功を収めた。ペンシルベニア大学ウォートン・スクールのマイケル・ユシーム教授は、企業のリーダーシップの模範例としてウォートンの手腕を強調し、「ウォートンは危機管理能力の評判に応えた。大昔に作られた年金基金の構造や仕組みを、劇的に変化させる改革に着手した——わずか9ヶ月の期間で」と言及した。アメリカ教育協議会のロバート・アトウェル会長はウォートンの成果について、「瞬く間に、恐るべきスピードで、変革が成し遂げられた……私はこのような鮮烈な仕事を見たことがない」と表現した。
ウォートンは上記の他、フォード・モーター理事、タイム・ワーナー理事、テネコ理事、フェデレイティッド・デパートメント・ストアズ理事、公共放送サービス理事、ニューヨーク証券取引所理事、ハーコート・ジェネラル理事、ニューヨーク連邦準備銀行副総裁も務めた。

## 政治
ウォートンは国務省の国際食糧農業開発委員会で委員長（1976年-1983年）、国務省の安全保障経済援助委員会で共同委員長（1983年）、大統領通商政策諮問委員会で委員（1991年-1992年）を歴任。
ウォートンはビル・クリントン政権において、1993年1月27日から11月8日まで国務副長官を務めた。ウォートンが行った仕事としては、国務省の組織再編、対外援助予算の立案、国際開発庁の改革が挙げられる。ただし国務省内部のトラブルに巻き込まれたために、政策の立案には直接関与することはできなかった。しかしながらウォーレン・クリストファー国務長官はウォートンの政策面での仕事ぶりに対して失望の念を示し、ウォートンは辞任を余儀なくされた。複数の社説はウォートンについて、「ウォートンは外交政策に関与していなかった。ウォートンはクリントン政権における外交政策の失敗のスケープゴートとして選ばれた」と分析した。

## 人物像と評価
ザ・ハーバード・クリムゾン紙はウォートンの経歴を紹介する際に、「彼は彼の世代の誰よりも多くの分野で、黒人の先駆者となった」と解説した。ブラック・カレッジアン誌もまたウォートンについて、「数々の分野における黒人の先駆者」と言及した。。Black Issues in Higher Education誌は彼を「（黒人の）第一人者」と紹介し、オールバニ・タイムズ・ユニオン紙は「黒人の若者の次世代に対して、規範を提供した」と解説した。
ジョンズ・ホプキンス大学の教員紹介資料では、ウォートンについて「高等教育、企業経営、対外経済開発、慈善活動、その他の多くの分野で先陣に立ったが、過大な華々しさはなかった」と言及し、「寡黙な先駆者」と表現した。ニューヨーク・タイムズ紙はウォートンの経歴を紹介した際、「どちらかといえばアメリカのニュータイプであり、“黒人の上位層”に属する成員というよりはむしろ、上位層に属する“黒人の成員”である」と記述した。
ウォートンは多数の専門誌にて論文を発表した他、1969年に『自給自足農業と経済開発』を出版。1973年にはセオドア・ヘスバーグ、ポール・A・ミラーとともに『生涯学習のパターン』を出版。

## 死去
2024年11月16日、癌のためマンハッタンで死去した。98歳没。